# Episteira delicata
Episteira delicata är en fjärilsart som beskrevs av W. Warren 1906. Episteira delicata ingår i släktet Episteira och familjen mätare. Inga underarter finns listade i Catalogue of Life.